# Stadtgericht Nürnberg
Das Stadtgericht Nürnberg (von 1818 bis 1857 Kreis- und Stadtgericht Nürnberg, von 1862 bis 1879 wieder Stadtgericht Nürnberg) war eine Gerichtsbehörde mit Sitz in Nürnberg.

## Geschichte
Das Stadtgericht Nürnberg I. Klasse wurde 1808 im Zuge von staatlichen Reformen gegründet. Stadtgerichte hatten im Königreich Bayern nur Aufgaben der Rechtsprechung, im Gegensatz zu den Landgerichten, die bis 1862 Gerichts- und Verwaltungsbehörde in einem waren. 1809 wurde Nürnberg zur kreisunmittelbaren Stadt und erhielt für die Verwaltung ein Polizeikommissariat. Das Stadtgericht war zuständig für Strafsachen, Zivilsachen, die freiwillige Gerichtsbarkeit, das Vormundschafts- und Hypothekwesen. 1818 wurde das Stadtgericht in „Kreis- und Stadtgericht Nürnberg mit erweiterter sachlicher Zuständigkeit“ umbenannt. Infolge der Revolution 1848/49 wurden in der Rechtssprechung auch Laien zugelassen (→Geschworenengericht). Am 1. Oktober 1857 übernahm das neu geschaffene Bezirksgericht Nürnberg die streitige und freiwillige Gerichtsbarkeit des Kreis- und Stadtgerichtes Nürnberg. Nach der Neuordnung der landesgerichtlichen Befugnisse kam es 1862 wieder zur Bildung des Stadtgerichts Nürnberg. In Strafsachen war es erstinstanzlich zuständig. Die Urteile konnten vom Bezirksgericht Nürnberg zweitinstanzlich überprüft werden. Dieses Gericht bestand bis 1879 und wurde dann mit Einführung des deutschen Gerichtsverfassungsgesetzes in das Amtsgericht Nürnberg umgewandelt.

## Zuständigkeitsbereich
Ursprünglich war das Stadtgericht Nürnberg nur für die Stadt Nürnberg zuständig. Mit den Eingemeindungen kamen folgende Orte hinzu:
- ab 1. Oktober 1825: Deutschherrnbleiche, Dürrenhof, Flaschenhof, Galgenhof, Gärten hinter der Veste, Gleißbühl, Glockenhof, Gostenhof, Großweidenmühle, Hadermühle, Himpfelshof, Kleinweidenmühle, Kressengarten, Neubleiche, Spitzgarten, St. Johannis, St. Peter, St. Sebastian, Ställe vor dem Frauentorgraben, Ställe vor dem Spittlertor, Tafelhof, Vogelsgarten, Weichselgarten, Wöhrd, Wöhrder Gärten, Wöhrder Kirchhof und Wölkershof;
- ab 2. Dezember 1825: Bleiweißgarten und Judenbühl;
- ab 1. Januar 1865: Rennweg und Steinbühl.